# Гірсу
Гірсу (Girsu) (клиноподібний:?; шумерське: Ĝirsu; аккадське: ?), нині Телло (Tell Telloh) в  Іраку,  давнє  шумерське місто,  розташоване за 25 км на північний захід від Лагашу, між Тигром і Євфратом.  Через початкову букву, транскрипція Ĝirsu зазвичай записувалася як Ngirsu (також: G̃irsu,  Girsu, Jirsu).

## Історія
У найдавніший період (5300-4800 до н. е.) територія Гірсу можливо був вже заселеною, але істотні рівні діяльності почалися у Ранній династичний період Шумеру (2900-2335 до н. е.). В часи Гудеа, впродовж Третьої  династії Лагашу, Гірсу став столицею Лагашського царства і продовжував бути його релігійним центром після того, як політична влада перемістилася до міста Лагаш.
Протягом Третьої династії Уру Гірсу був головним адміністративним центром  імперії. Після послаблення Ура, значення Гірсу понизилося, але він залишався заселеним принаймні до 200 до н. е.

## Археологія
В іракському місті Телло було екстенсивно розкопане перше шумерське місто, котрим стало древнє Гірсу. Спочатку розкопки велися під керівництвом французького віце-консула в Басрі Ернеста де Серцеса (Ернест de Sarzec) у 1877-1900. Завершено його наступником Гастоном Кросом (Gaston Cros), 1903–1909 роки.
Розкопки продовжувалися під Abbé Henri de Genouillac в 1929–1931 і під André Parrot в 1931–1933.
У Гірсу знайдено кам'яний барельєф із зображенням Ур-Нанше, царя Лагашу, що побожно несе корзину з глиною на голові, для побудови нового храму і фрагменти Стели шулік (стерв'ятників), де зображено військову перемогу внука Ур-Нанше Еаннатума. Стела отримала назву від тієї її частини, яка зображує частини тіл ворога, які терзають стерв'ятники.  Місце розкопок потерпало від примітивних методів і стандартів проведення археологічних досліджень, а також від нелегальних розкопок. Але і в таких умовах там було знайдено близько 50 000 табличок з  клиноподібними написами.

## Галерея

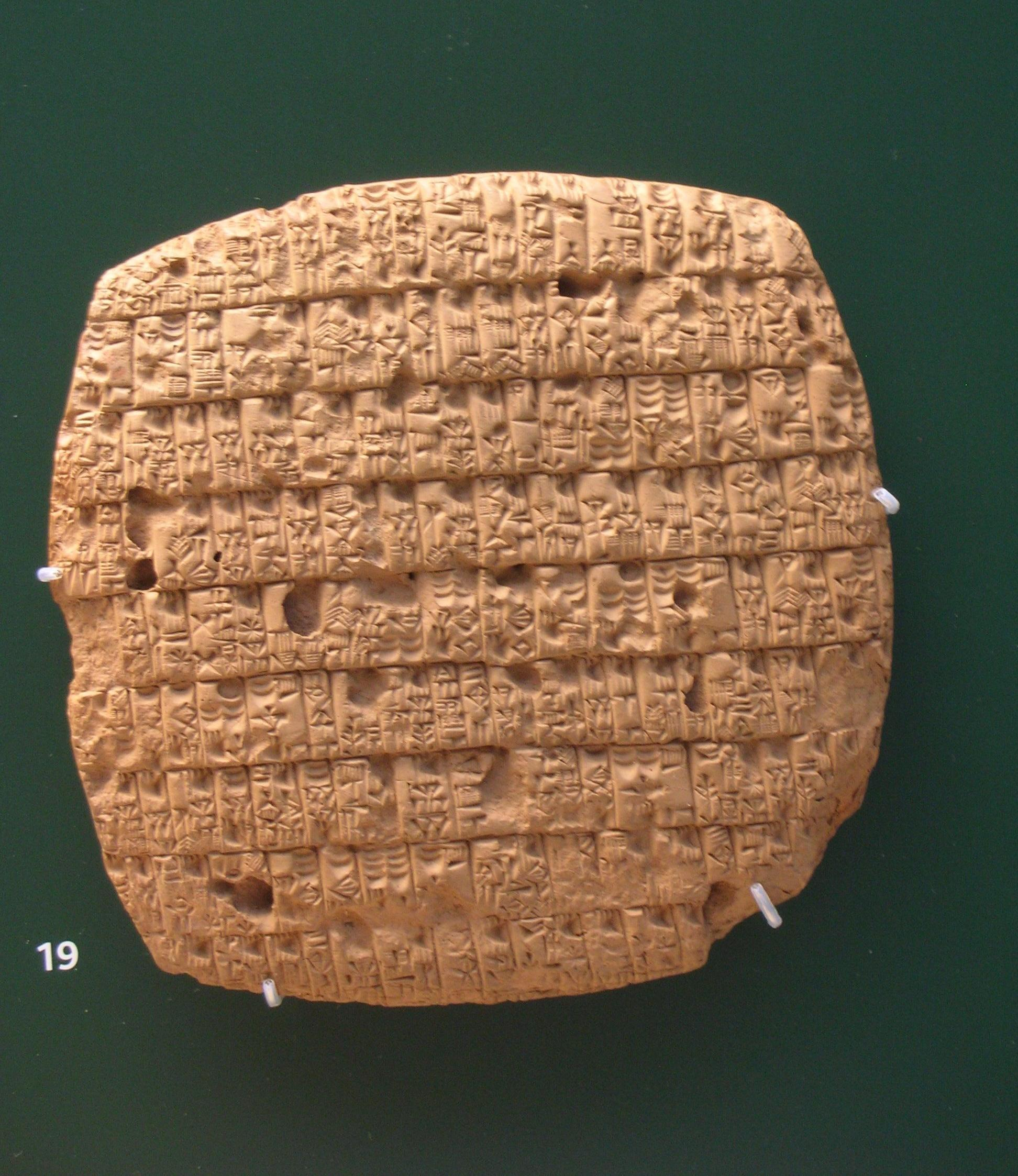
Звіт про ячмінні порції, виданавані щомісячно дорослим й дітям, клинописний напис  на глиняній табличці, написаний в 4 році правління царя Урукагіна (приблизно у 2350 до н. е.). Гірсу, Ірак. Британський Музей, Лондон
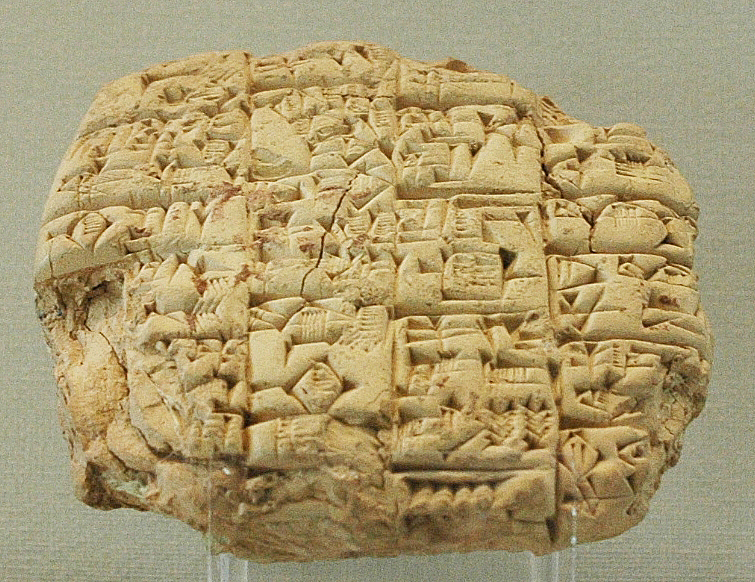
Лист жриці Луєнні (Lu’enna) від  шумерського енсі Лагашу Урукадіна, близько 2499 до н. е., Лувр
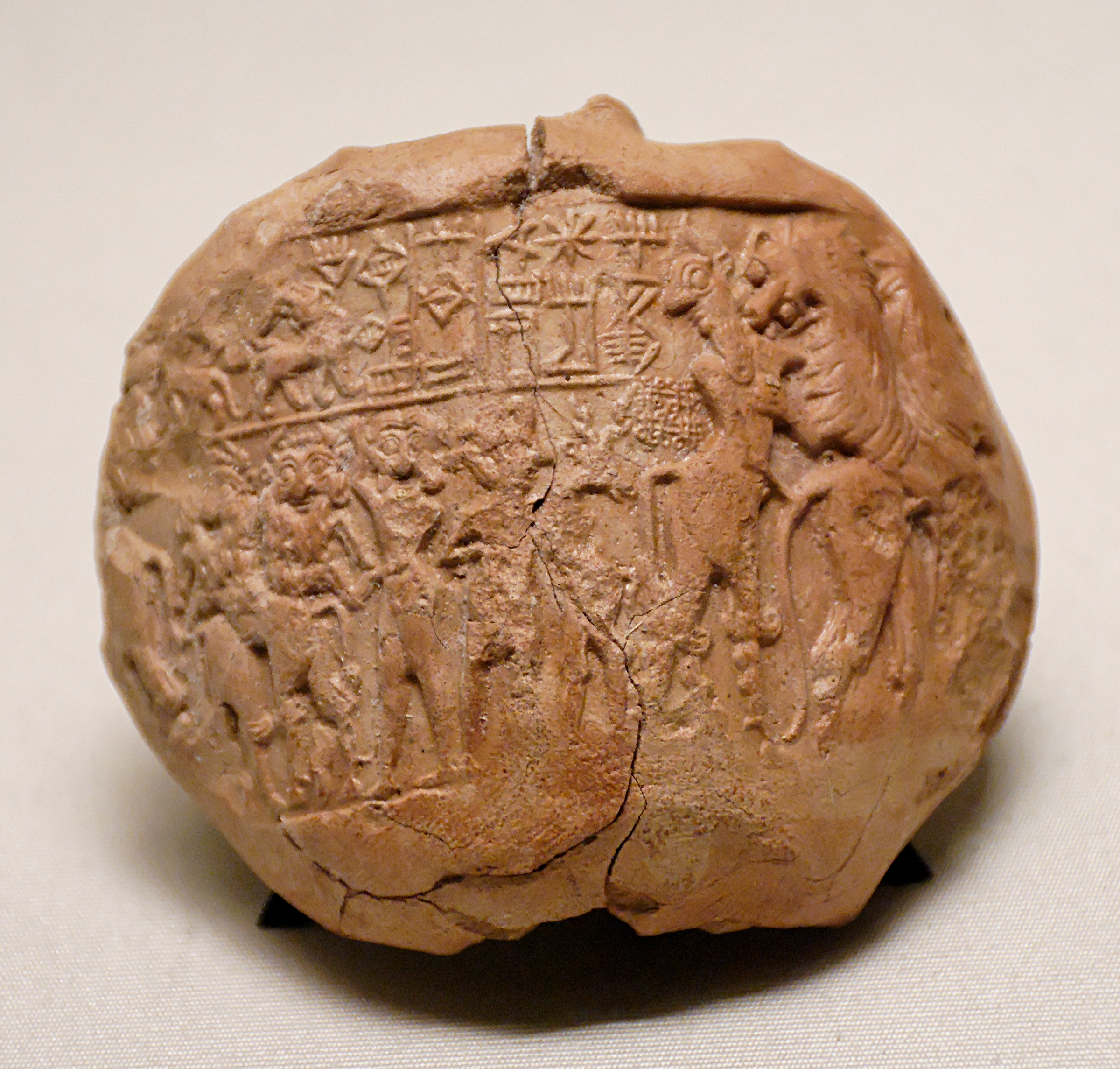
Печатка  Лугалаіда, близько 2400 до н. е., Лувр
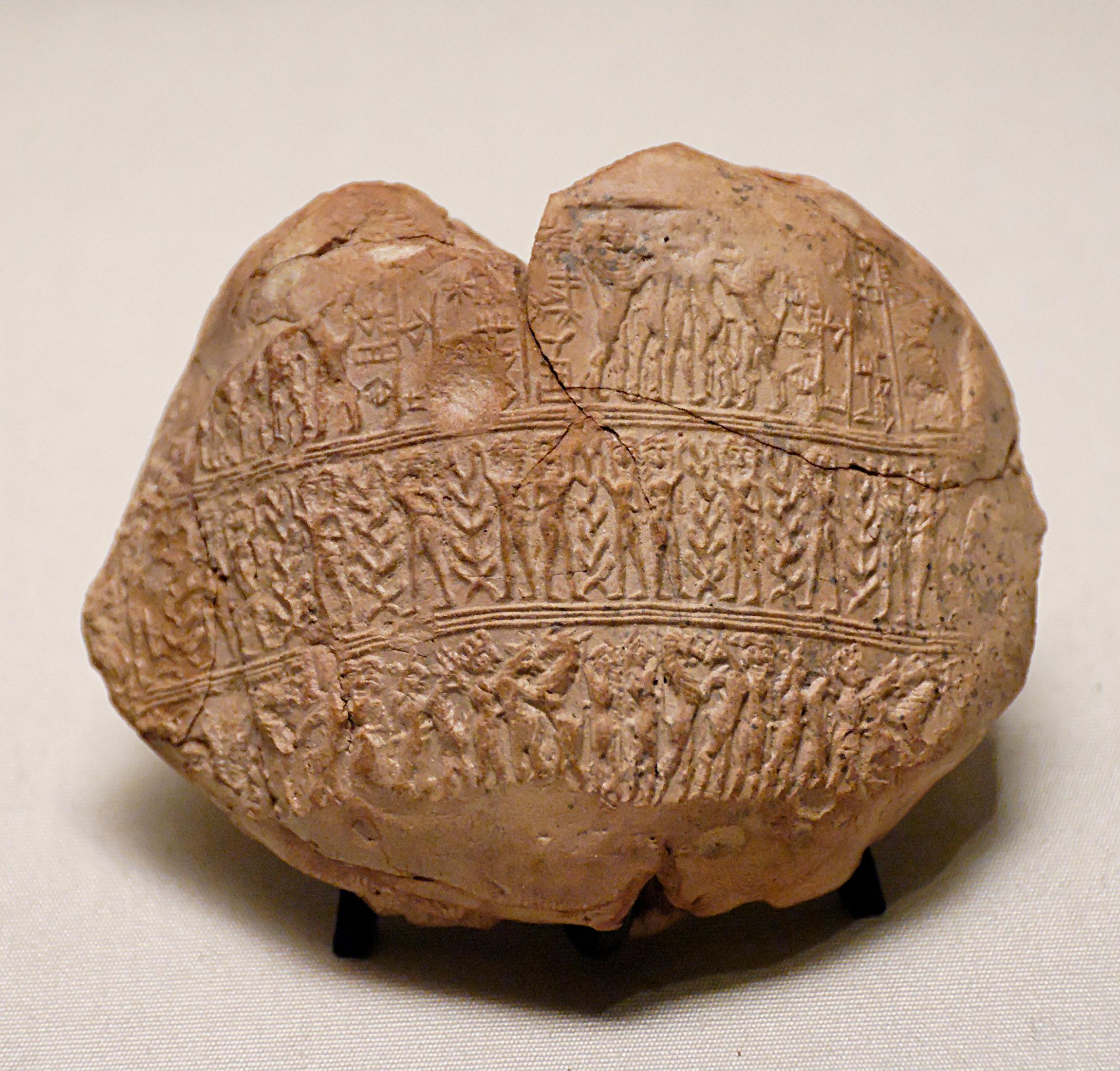
Печатка Барнамтарри,  дружини Лугаланда, 2400 до н. е., Лувр
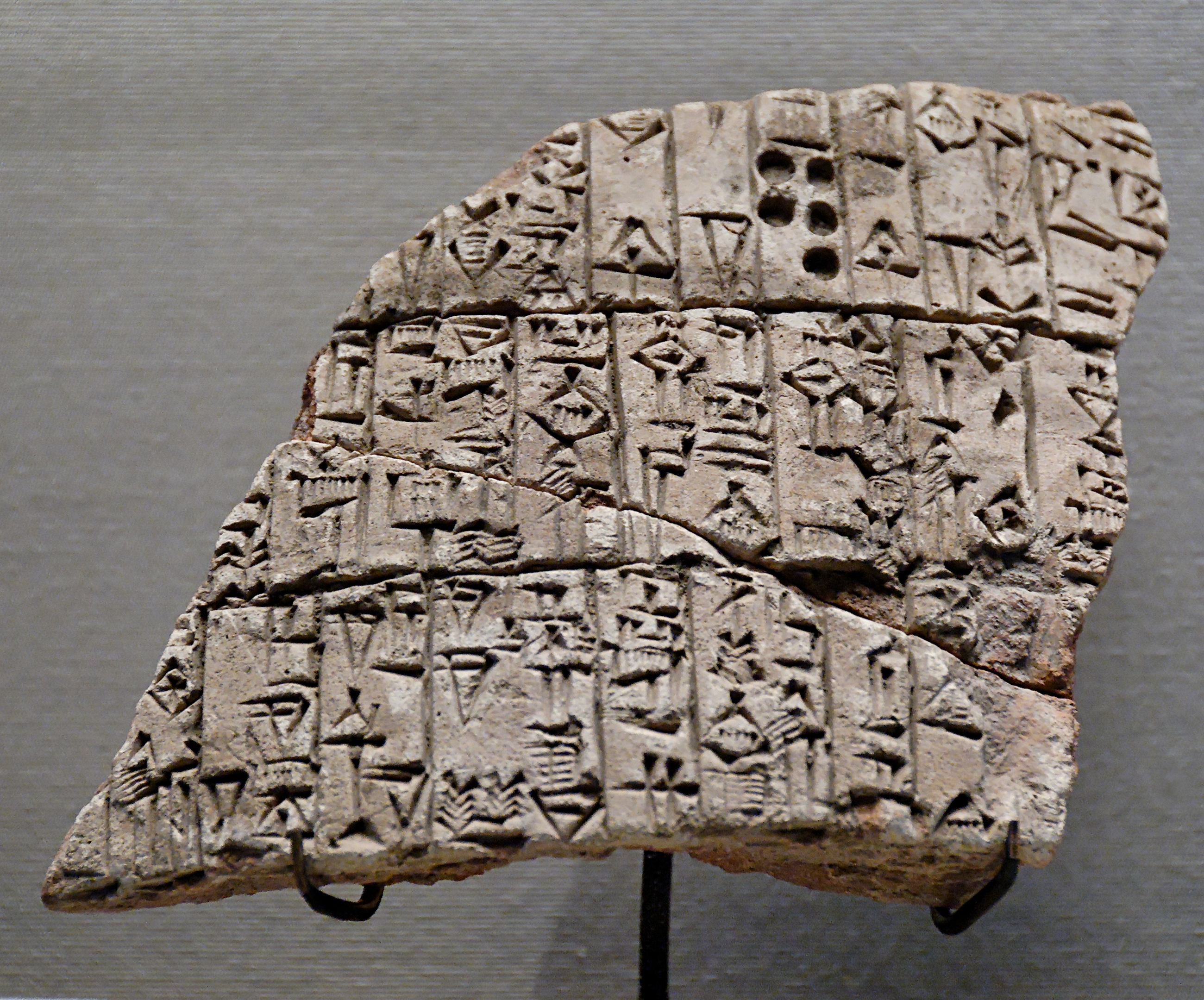
Клинописна табличка часів Урукадіна (або Уруіньгіна),  2350 до н. е., Лувр
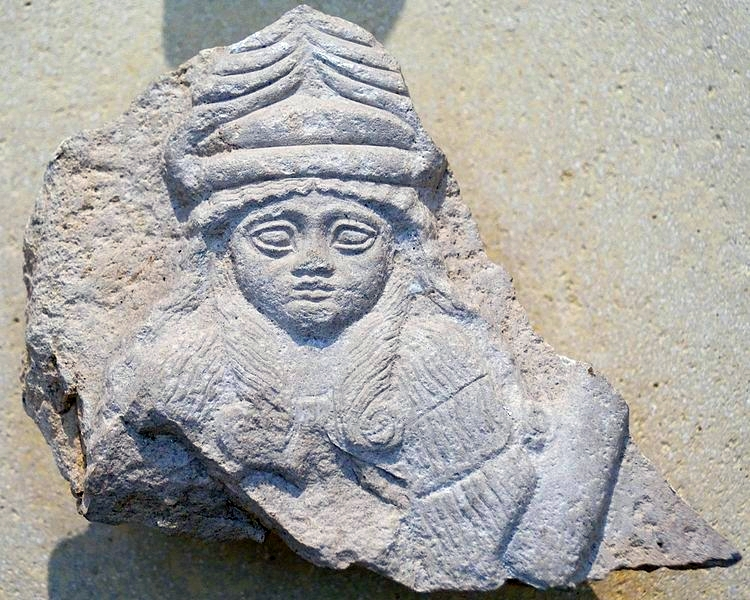
шумерське божство на стелі, 2120 до н. е., з розкопоки 1950 року, Лувр
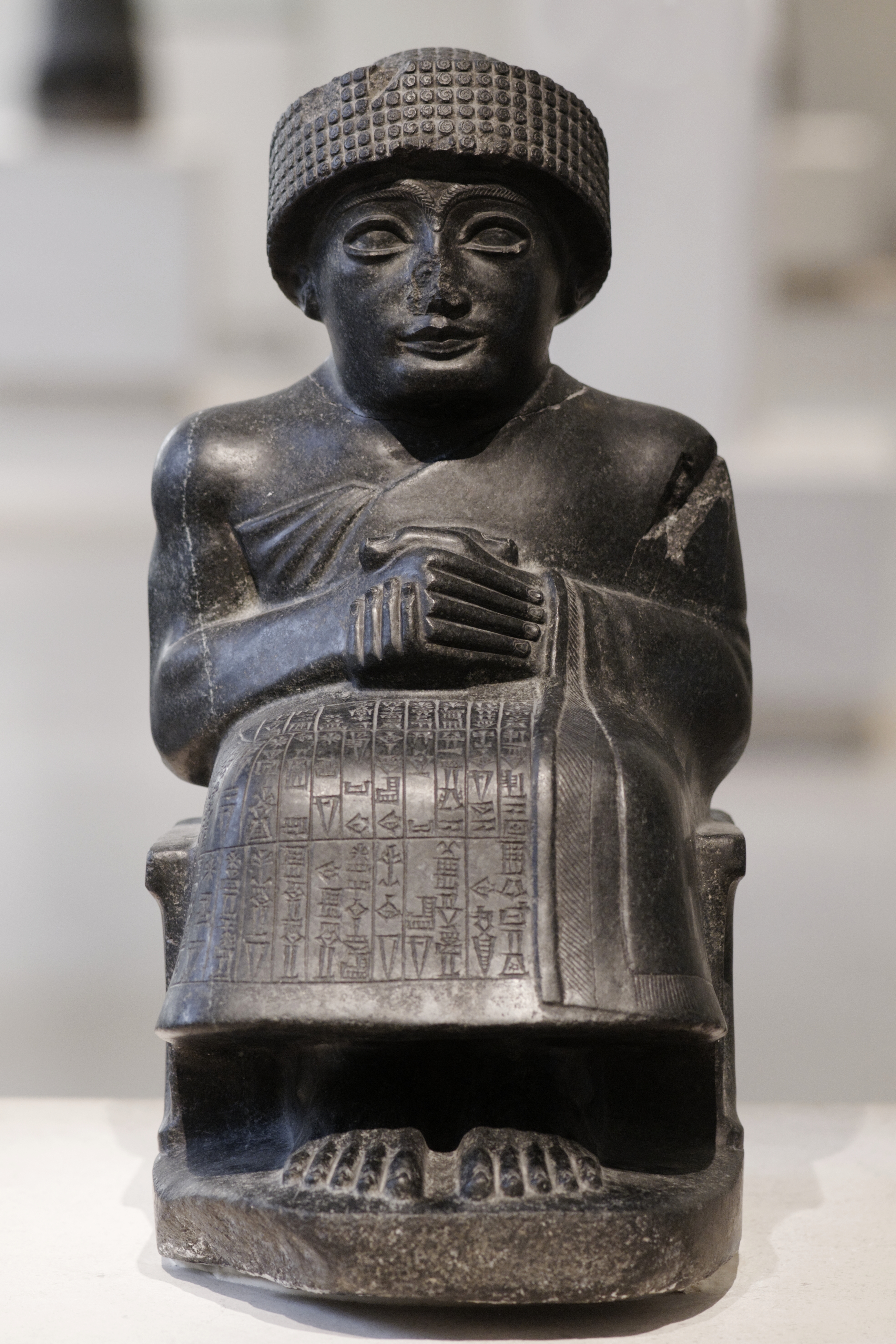
Гудеа, діотиріт, 2100 до н. е., Лувр
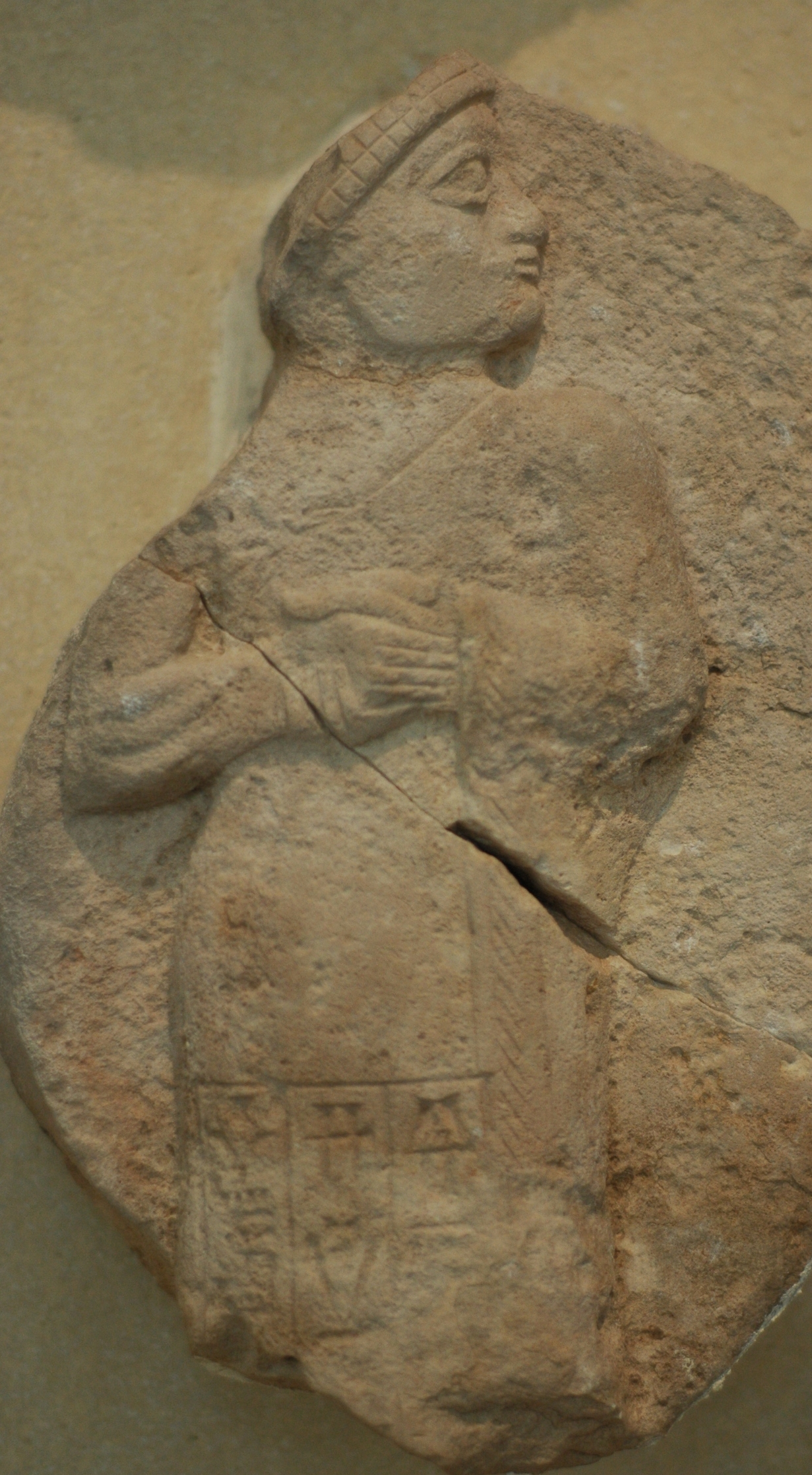
Гудеа статуя на стелі, 2100 до н. е., Лувр